# Андраде, Жордин
Жордин Джей Андреде (англ. Jordin Jae Andrade; род. 5 мая 1992, Сиэтл, Вашингтон) — американский и кабо-вердианский легкоатлет, специалист по барьерному бегу. Выступает на профессиональном уровне с 2011 года, чемпион Игр франкофонов, серебряный призёр панамериканского чемпионата среди юниоров, участник двух летних Олимпийских игр.

## Биография
Жордин Андреде родился 5 мая 1992 года в Сиэтле, штат Вашингтон. Имеет кабоверденские корни, приходится племянником довольно известному бегуну-барьеристу Генри Андраде, который выступал за Кабо-Верде на Олимпиаде в Атланте.
Занимался лёгкой атлетикой во время учёбы в старшей школе Bonney Lake High School, в 2011 году одержал победу на чемпионате США среди юниоров в беге на 400 метров с барьерами, получил серебро на юниорском панамериканском первенстве в Мирамаре. Затем поступил в Университет штата Айдахо в Бойсе, где состоял в местной университетской команде Boise State Broncos, успешно выступал на различных студенческих соревнованиях, в частности в 2015 году стал вторым в первом дивизионе чемпионата Национальной ассоциации студенческого спорта (NCAA).
В 2016 году представлял Кабо-Верде на чемпионате Африки в Дурбане, став в 400-метровом барьерном беге пятым. Выполнив олимпийский квалификационный норматив (49,40), удостоился права защищать честь страны на летних Олимпийских играх в Рио-де-Жанейро — в программе бега на 400 метров с барьерами дошёл до стадии полуфиналов.
В 2017 году в той же дисциплине одержал победу на Играх франкофонов в Абиджане, стартовал на чемпионате мира в Лондоне.
В 2019 году бежал 400 метров с барьерами на Африканских играх в Рабате, в финал не вышел.
В 2021 году в составе кабо-вердианской сборной принимал участие в Олимпийских играх в Токио, являлся знаменосцем делегации Кабо-Верде на церемонии открытия Игр. На сей раз в беге на 400 метров с барьерами остановился на предварительном квалификационном этапе.
В 2022 году отметился выступлением на чемпионате мира в Юджине, здесь в ходе предварительного отборочного забега сошёл с дистанции, не показав никакого результата.